# 4月2日
4月2日（しがつふつか）は、グレゴリオ暦で年始から92日目（閏年では93日目）にあたり、年末まであと273日ある。日本では学年の始まりに当たる。

## できごと

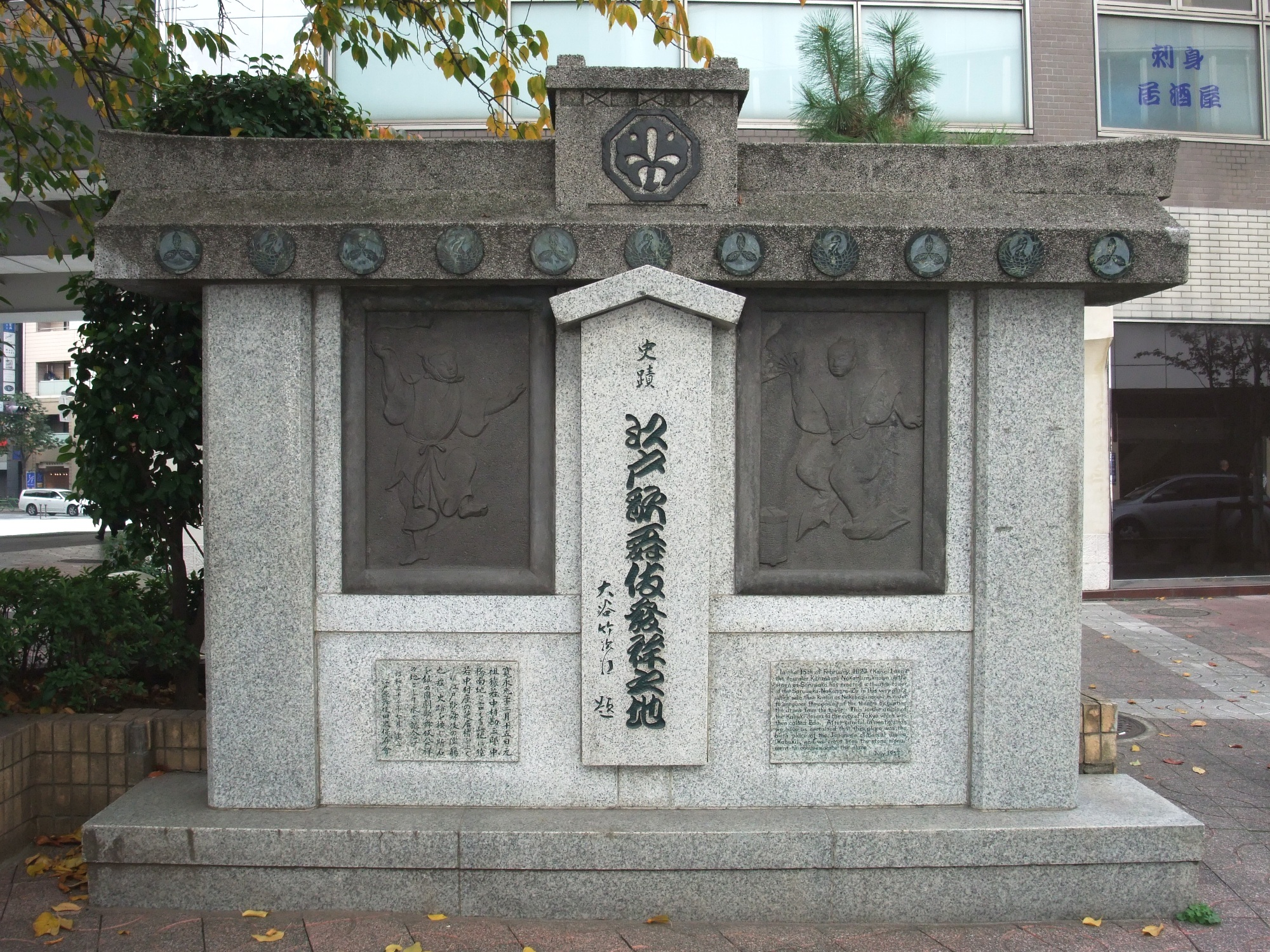
初代中村勘三郎 、猿若座を開設(1624)。画像は江戸歌舞伎発祥の地碑

- 1000年（長保2年2月25日） - 女御藤原彰子が新たに一条天皇の皇后に冊立されて「中宮」を号し、中宮を号していた皇后藤原定子が「皇后宮」となる。
- 1332年（元弘2年/正慶元年3月7日） - 鎌倉幕府が、元弘の乱で挙兵した後醍醐天皇の隠岐への流罪を決定。
- 1453年 - メフメト2世によるコンスタンティノープル攻防戦が始まる。
- 1513年 - フアン・ポンセ・デ・レオンが処女航海でフロリダに到達する。
- 1624年（寛永元年2月15日） - 猿若勘三郎（初代中村勘三郎）が江戸京橋に猿若座（後の中村座）を開く。江戸歌舞伎の始まり。
- 1783年 - ポートランド公爵ウィリアム・キャヴェンディッシュ＝ベンティンクがイギリスの第15代首相に就任。
- 1792年 - アメリカ合衆国造幣局設立。
- 1801年 - ナポレオン戦争: コペンハーゲンの海戦
- 1890年 - 皇紀2550年を記念して官幣大社として橿原神宮を創建。初代天皇とされている神武天皇を祀るため、神武天皇の宮廷があったとされる畝傍橿原宮の地に創建された[1]。
- 1904年 - 小泉八雲がアメリカで『怪談 (Kwaidan)』を刊行。
- 1905年 - 瀬戸自動鉄道（現在の名鉄瀬戸線）で蒸気動車の運行が開始される。日本初の気動車運行。
- 1922年 - 『週刊朝日』『サンデー毎日』が創刊。
- 1951年 - 岩倉具視の肖像の新500円札が発行される。
- 1960年 - 毎日新聞東京本社が暴力団松葉会の襲撃を受ける[2]。
- 1963年 - ソ連が月面軟着陸を目的とした無人探査機「ルナ4号」を打上げ。航行システムの故障により、月への着陸計画は失敗した[3]。
- 1979年 - テレビ朝日系アニメ『ドラえもん』が放送開始。
- 1982年 - フォークランド紛争: アルゼンチン軍が英領フォークランド諸島（マルビナス諸島）を占領。イギリスはアルゼンチンとの国交を断絶。
- 1988年 - 北神急行電鉄北神線（現在の神戸市営地下鉄北神線）が開通。
- 1989年 - NHK特集を改めたNHKスペシャルがNHKで放送開始。
- 1989年 - ヤーセル・アラファートがパレスチナ国初代大統領に選任。
- 1994年 - 兵庫県神戸市の東神戸港に架かる阪神高速5号湾岸線の東神戸大橋が開通。斜張橋としては日本第5位の長大橋で、関西では1番の長大橋。
- 1995年 - 1994年から1995年のMLBストライキ: 232日間に及ぶメジャーリーグベースボールの選手会が決行したプロスポーツ史上最長ストライキが終結。
- 1997年 - 愛媛県靖国神社玉串料訴訟で、最高裁が、愛媛県知事が靖国神社に玉串料を公費支出したのは違憲と判決。
- 2000年 - 小渕恵三内閣総理大臣が体調不良を訴えて緊急入院。その後意識不明になり、5月14日に亡くなった。
- 2005年 - 仙台アーケード街トラック暴走事件: 宮城県仙台市青葉区内の歩行者専用アーケード街に普通トラックが進入。約550mに渡って暴走し、歩行者7人を次々にはねた。トラックにはねられた3人が死亡し、4人が重軽傷を負った。
- 2007年 - ソロモン諸島沖地震（英語版）: ソロモン諸島付近で、マグニチュード8.0の大地震発生。周辺海域で津波による被害が発生し、20名以上死亡。
- 2015年 - ガリッサ大学襲撃事件: ケニア・ガリッサのガリッサ大学を銃を持った男が襲撃し、少なくとも147名が死亡、79名が負傷を負った[4]。
- 2018年 - 中国の宇宙ステーション、天宮1号が太平洋上空で大気圏に再突入[5]。
- 2021年 - 台湾東部花蓮市北部のトンネル内で特急列車が脱線する事故が発生し、少なくとも50人が死亡、146人が負傷した。台湾史上過去70年で最悪の鉄道事故となった[6]。

## 誕生日

### 人物

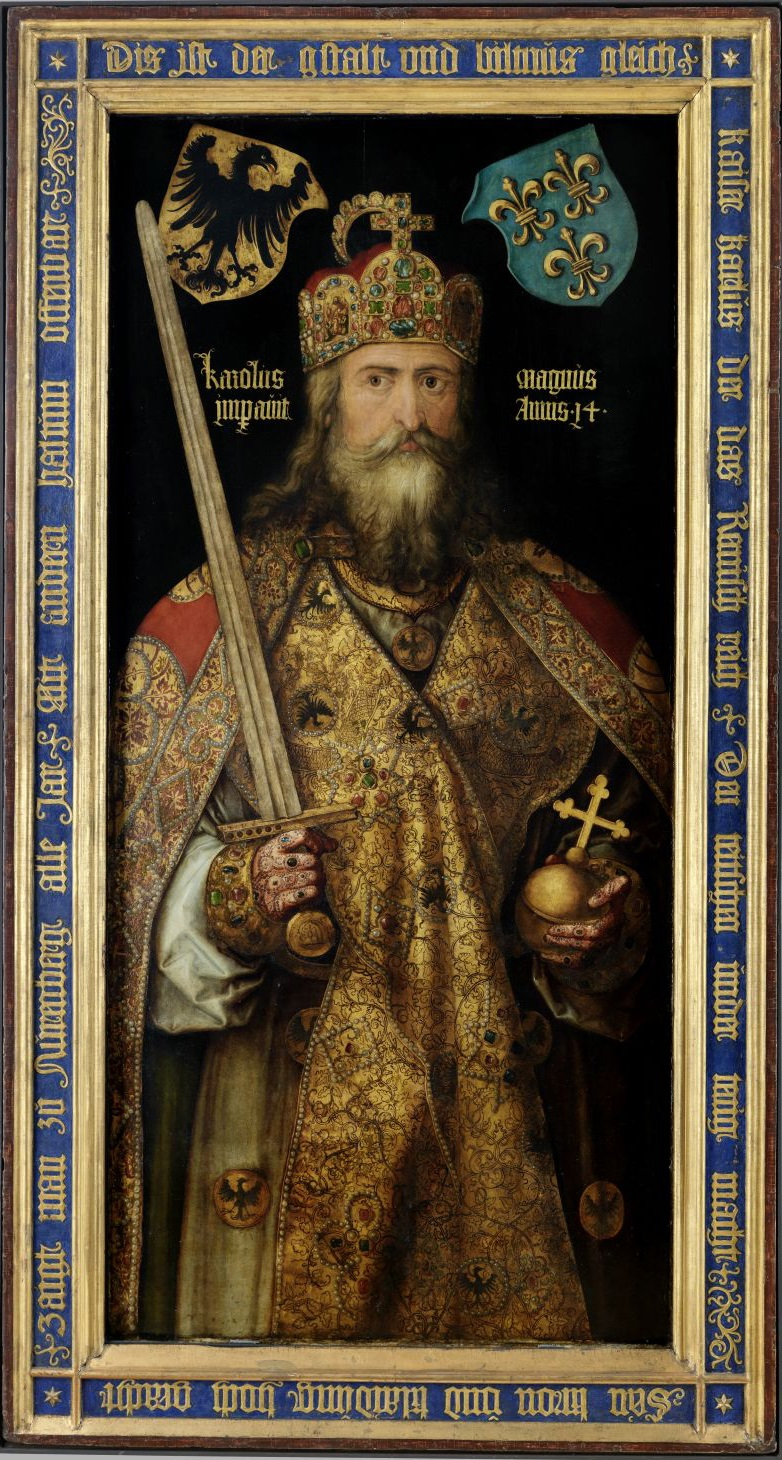
フランク王国国王、カール大帝(742-814)誕生。独仏双方に重要な王で、フランス名「シャルルマーニュ」としても知られる。 画像は、アルブレヒト・デューラーによるカール大帝の絵画。

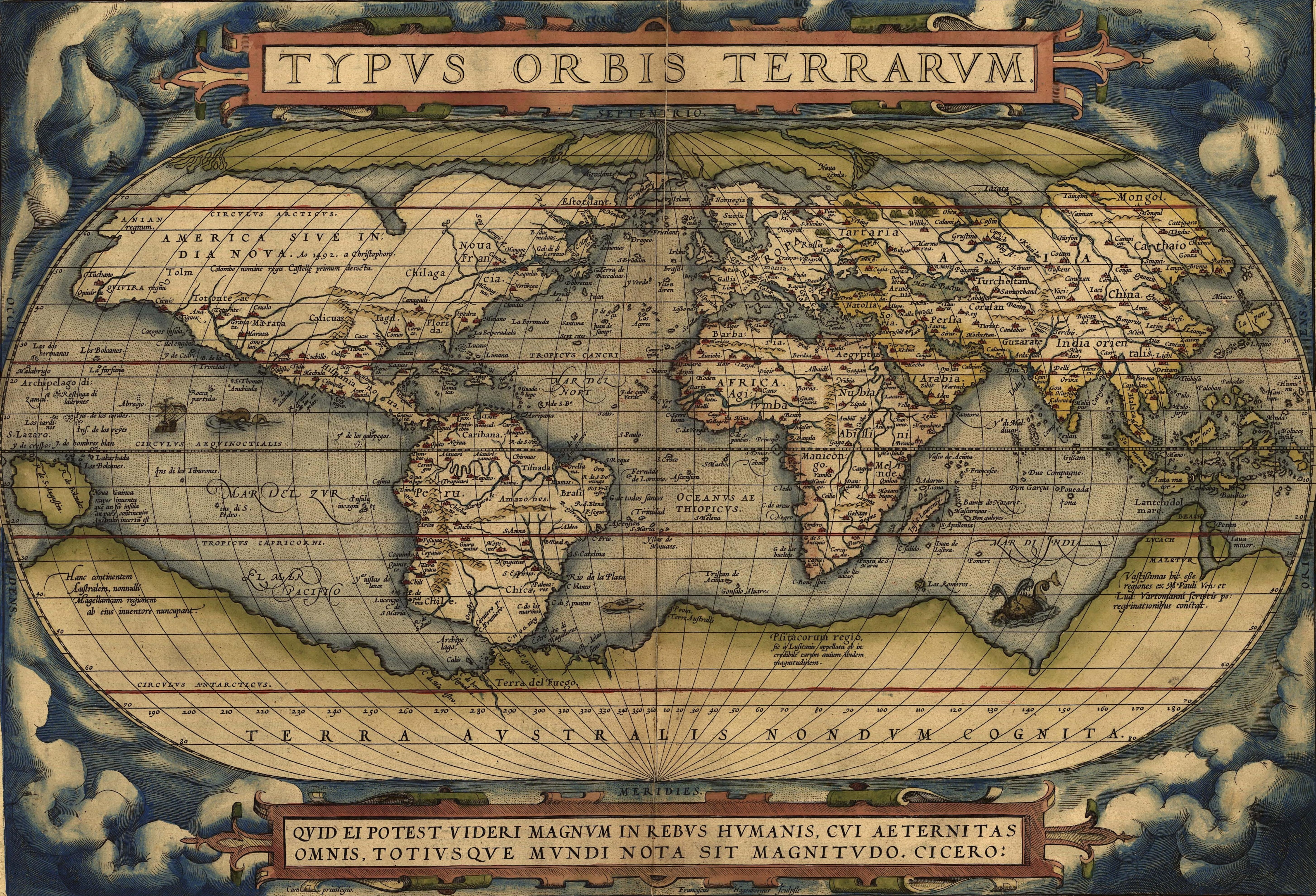
近代的地図の創始者アブラハム・オルテリウス(1527-1598)誕生。画像はオルテリウスが作成した世界地図(1570)。

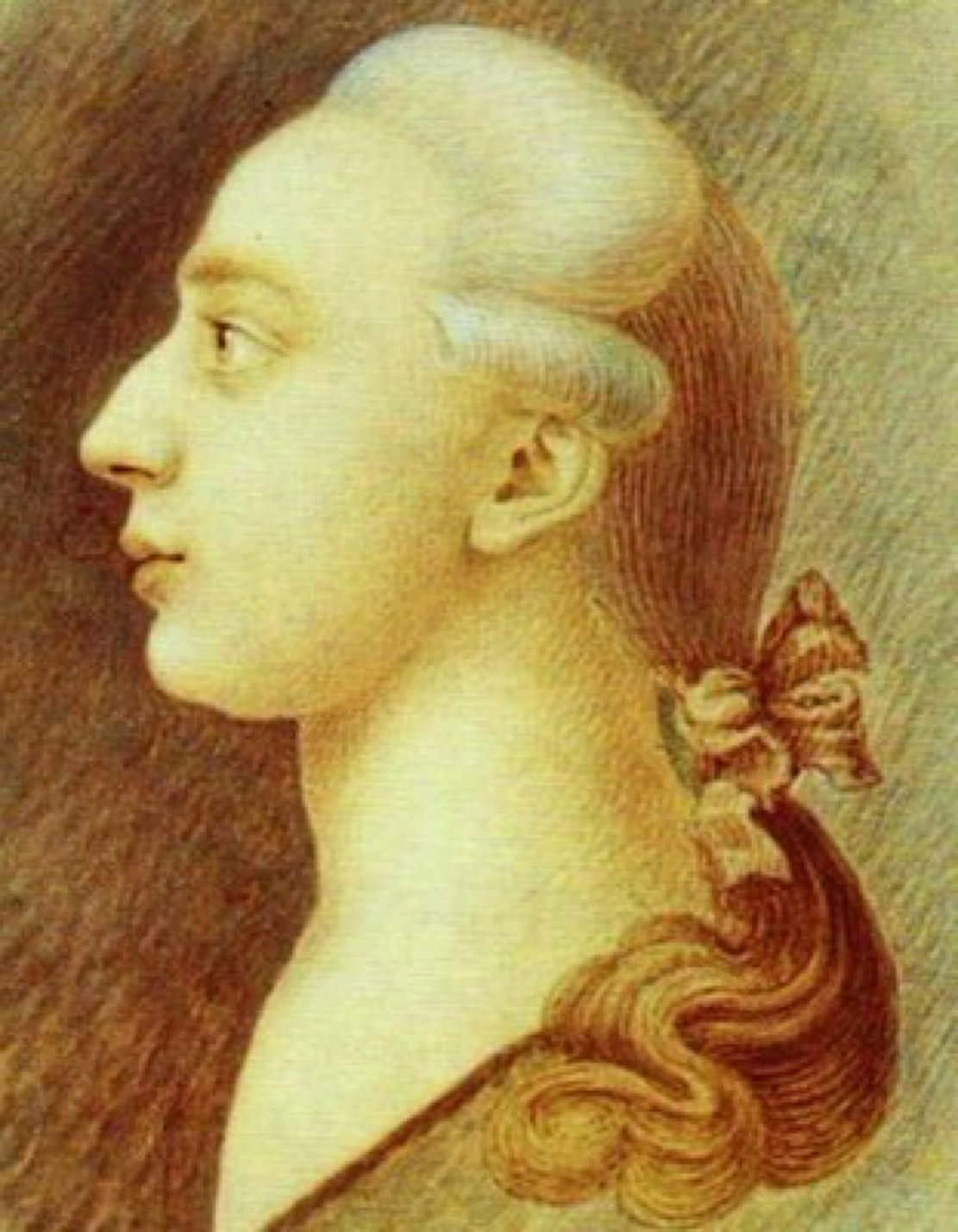
西洋稀代の猟色家ジャコモ・カサノヴァ(1725-1798)誕生。自伝『我が生涯の物語』では1000人もの女性遍歴が綴られている。

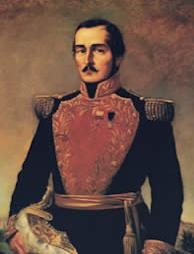
コロンビア初代大統領フランシスコ・デ・パウラ・サンタンデル(1792-1840)誕生。

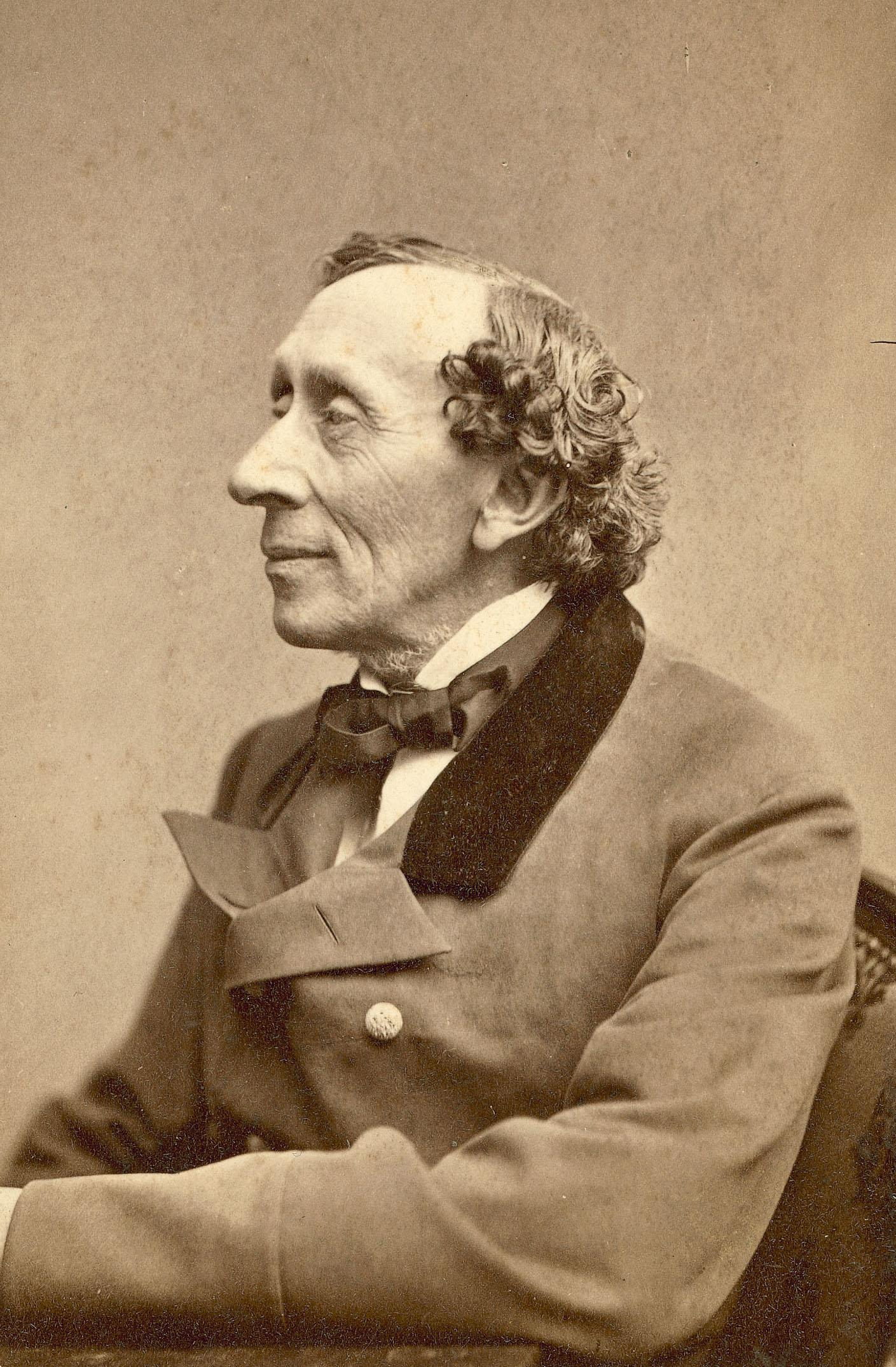
童話作家・詩人、ハンス・クリスチャン・アンデルセン(1805-1875)誕生。

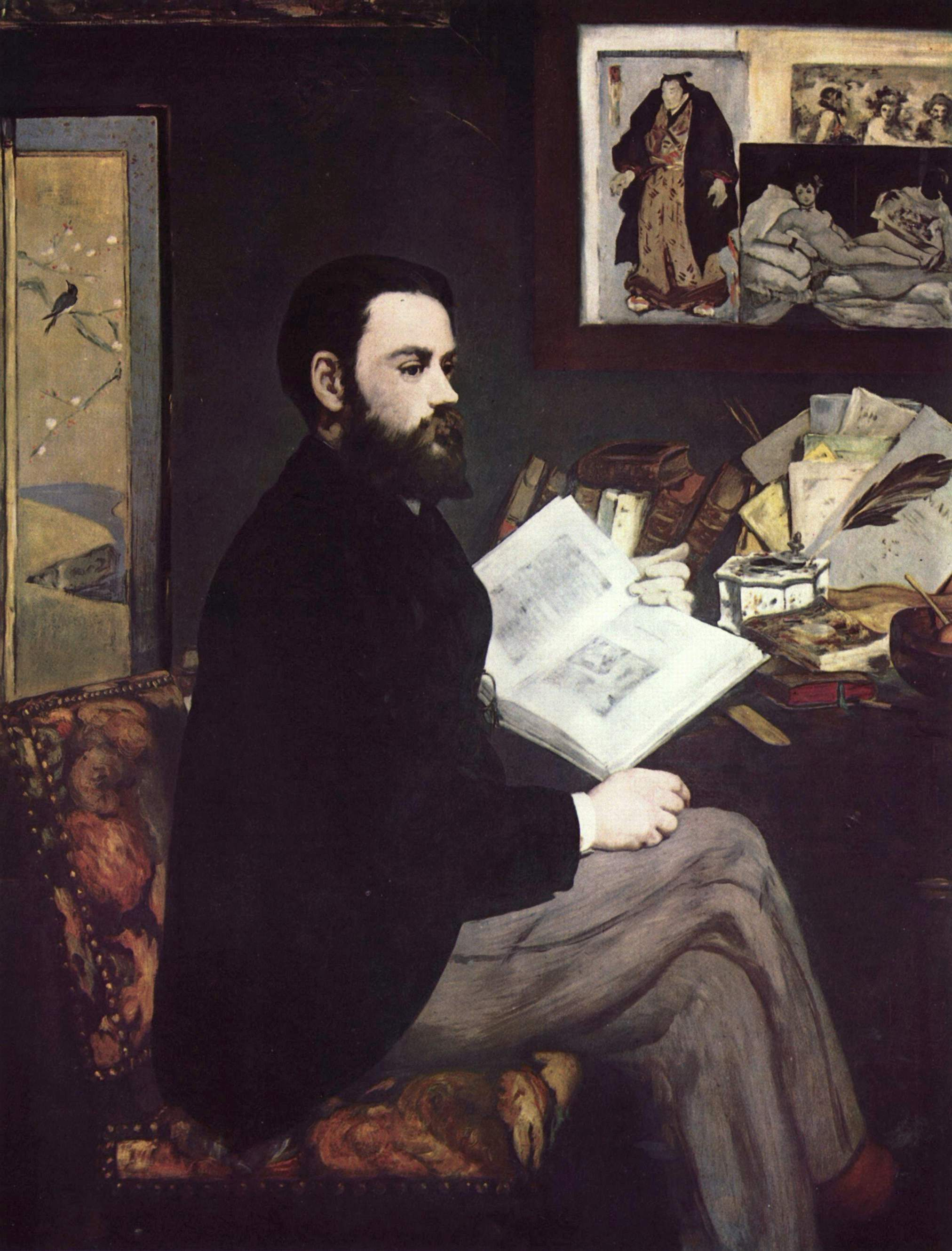
自然主義の提唱者、作家エミール・ゾラ(1840-1902)誕生。画像はマネによる肖像(1866)。

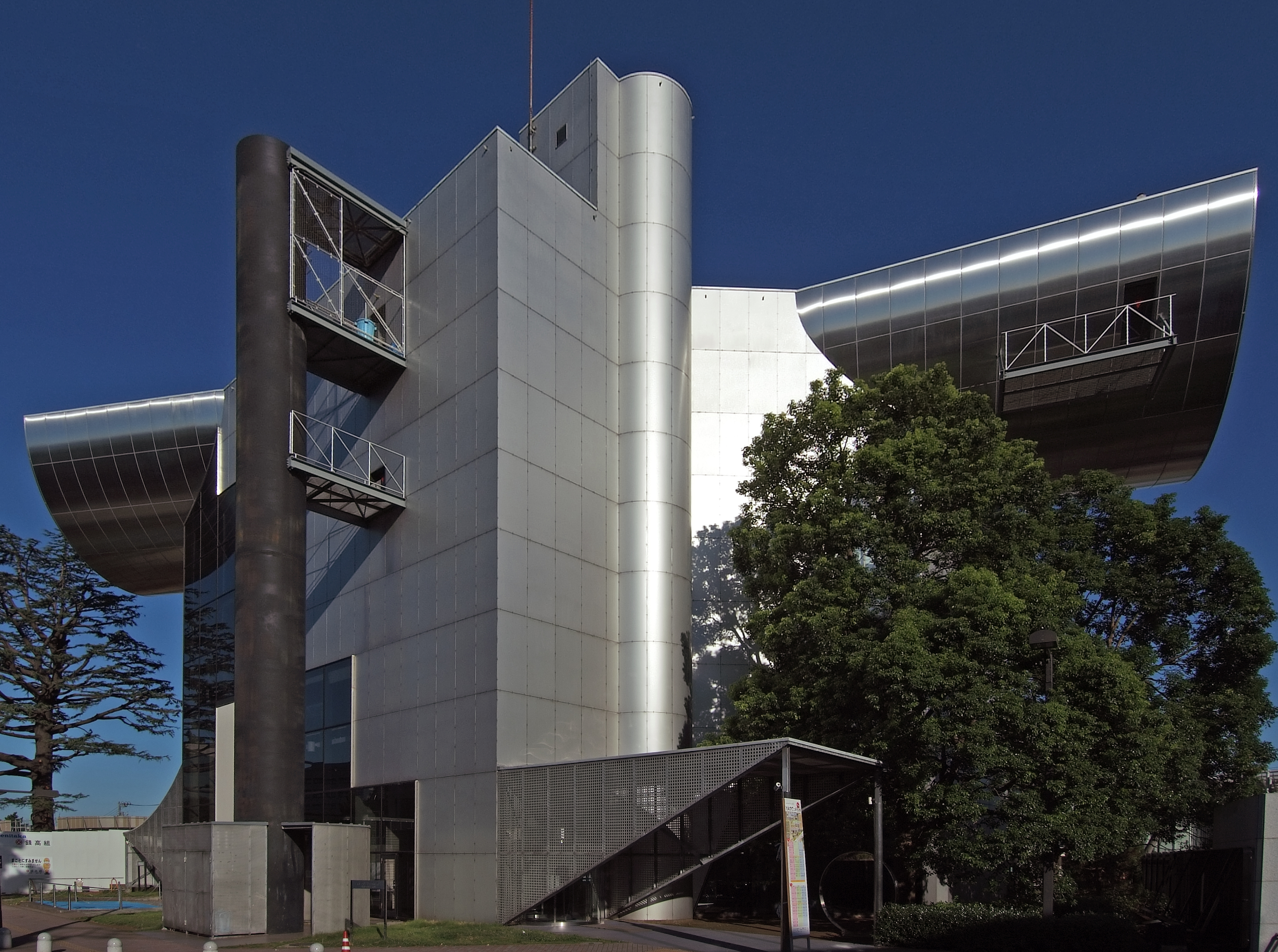
建築家篠原一男(1925-2006)。画像は東京工業大学創立100周年を記念して建設された百年記念館(1987)。篠原建築の特徴である幾何学的立体構造に加え、上空に浮かぶ様な「かまぼこ形のシリンダー」が設置されている。

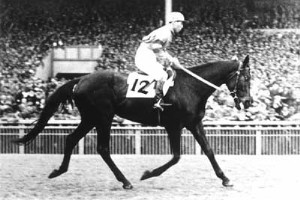
日本競馬初の三冠馬セントライト(1938-1965)誕生。

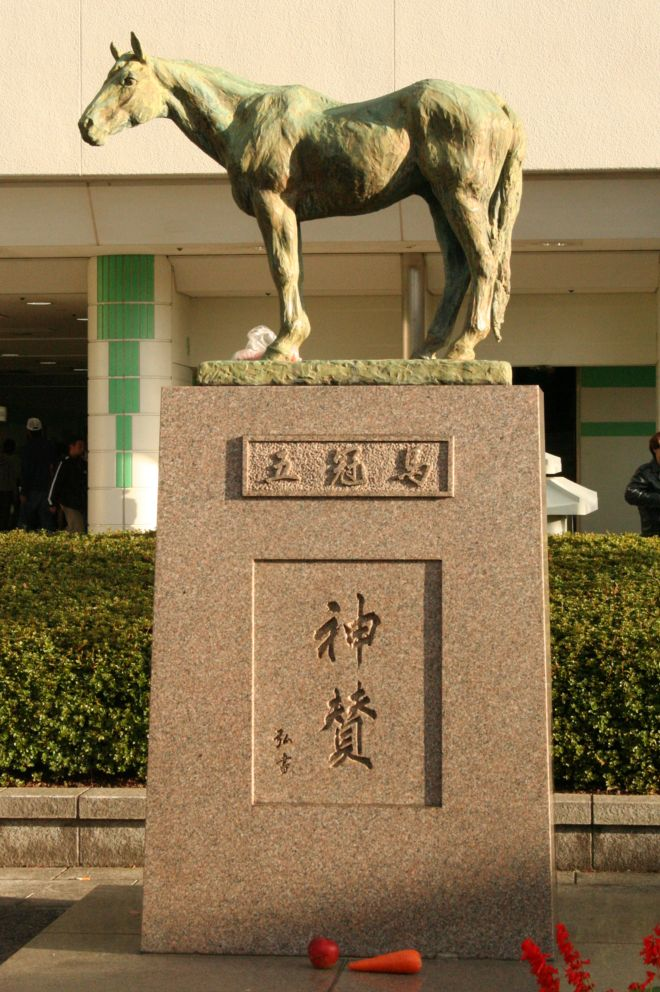
戦後初の三冠馬シンザン(1961-1996)誕生。画像は京都競馬場に立つ銅像。

- 747年 - カール大帝、カロリング朝フランク王国国王（+ 814年）
- 1511年（永正8年3月5日） - 足利義晴、室町幕府12代将軍（+ 1550年）
- 1545年 - エリザベート・ド・ヴァロワ、スペイン王フェリペ2世の妃（+ 1568年）
- 1618年 - フランチェスコ・マリア・グリマルディ、数学者、物理学者（+ 1663年）
- 1647年 - マリア・ジビーラ・メーリアン、生物学者、画家（+ 1717年）
- 1725年 - ジャコモ・カサノヴァ、探検家、作家（+ 1798年）
- 1770年 - アレクサンドル・ペション、政治家、ハイチ大統領（+ 1818年）
- 1792年 - フランシスコ・デ・パウラ・サンタンデル、政治家 （+ 1840年）
- 1798年 - アウグスト・ハインリヒ・ホフマン・フォン・ファラースレーベン、詩人（+ 1874年）
- 1805年 - ハンス・クリスチャン・アンデルセン、作家（+ 1875年）
- 1807年 - アレクサンダー・ヒュー・ホームズ・スチュアート、第3代アメリカ合衆国内務長官（+ 1891年）
- 1827年 - ウィリアム・ホルマン・ハント、画家（+ 1910年）
- 1840年 - エミール・ゾラ、小説家（+ 1902年）
- 1841年 - クレマン・アデール、発明家（+ 1925年）
- 1848年（嘉永2年2月29日） - 松平直哉、母里藩主・子爵（+ 1900年）
- 1848年（嘉永2年2月29日） - 黒田長徳、秋月藩主・子爵（+ 1892年）
- 1856年 - トミー・ボンド、プロ野球選手（+ 1941年）
- 1862年 - ニコラス・バトラー、教育家、平和運動家（+ 1947年）
- 1868年 - 浜田国松、政治家（+ 1939年）
- 1869年 - ヒューイー・ジェニングス、元プロ野球選手（+ 1928年）
- 1872年（明治5年2月25日） - 津軽英麿、伯爵（+ 1919年）
- 1875年 - ウォルター・クライスラー、クライスラー社創業者（+ 1940年）
- 1879年 - 西山翠嶂、日本画家（+ 1958年）
- 1880年 - 熊谷守一、洋画家（+ 1977年）
- 1888年 - マリエッタ・シャギニャン、作家、社会運動家（+ 1982年）
- 1890年（光緒16年2月13日） - 何応欽、中華民国の軍人（+ 1987年）
- 1891年 - マックス・エルンスト、画家（+ 1976年）
- 1891年 - 三浦弥平、陸上競技選手（+ 1971年）
- 1897年 - 相賀武夫、出版人、小学館および集英社創業者（+ 1938年）
- 1903年 - 羽仁説子、婦人運動家（+ 1987年）
- 1905年 - セルジュ・リファール、舞踏家、振付師、バレエ教師（+ 1986年）
- 1906年 - 弥永昌吉、数学者（+ 2006年）
- 1907年 - ルーク・アップリング、プロ野球選手（+ 1991年）
- 1912年 - 徳永康元、言語学者（+2003年）
- 1913年 - 猪野謙二、文芸評論家（+ 1997年）
- 1914年 - アレック・ギネス、俳優（+ 2000年）
- 1915年 - 飛鳥田一雄、政治家（+ 1990年）
- 1915年 - アル・バーリック、メジャーリーグ審判（+ 1995年）
- 1916年 - 藤田房子、女優（没年不明）
- 1917年 - 加藤信夫、プロ野球選手（+ 没年不詳）
- 1920年 - 安倍治夫、検事、弁護士（+ 1999年）
- 1923年 - 小栗一也、俳優（+ 2001年）
- 1925年 - 篠原一男、建築家（+ 2006年）
- 1926年 - 田中啓一、前蕨市長（+ 2021年）
- 1926年 - ジャック・ブラバム、F1レーサー（+ 2014年）
- 1927年 - 勝田久、声優（+ 2020年）
- 1927年 - カーメン・バシリオ、プロボクサー（+ 2012年）
- 1927年 - フェレンツ・プスカシュ、元サッカー選手、指導者（+ 2006年）
- 1928年 - セルジュ・ゲンスブール、シンガーソングライター、俳優、映画監督（+ 1991年）
- 1930年 - 笹原恵通郎、元プロ野球選手
- 1931年 - 倉多爽平、元俳優
- 1931年 - 福原黎三、元サッカー選手、指導者（+ 1970年）
- 1932年 - 溝上泰、教育学者
- 1932年 - 手沢庄司、元プロ野球選手
- 1933年 - 長谷川待子、女優
- 1934年 - 諏訪純人、銀行家（+2011年）
- 1934年 - 松田光弘、ファッションデザイナー（+ 2008年）
- 1934年 - ポール・コーエン、数学者（+ 2007年）
- 1934年 - 山岸静馬、元プロ野球選手（+ 1990年）
- 1935年 - 戸田昌男、実業家、元スズキ社長（+2007年）
- 1935年 - 戸川一郎、元プロ野球選手（+ 2018年）
- 1937年 - バリー・ヒルズ、調教師、元騎手（+ 2025年）
- 1938年 - 菊地武和、元プロ野球選手
- 1938年 - ブッカー・リトル、ジャズトランペッター（+ 1961年）
- 1939年 - マーヴィン・ゲイ、歌手（+ 1984年）
- 1940年 - 久保征弘、元プロ野球選手
- 1940年 - ドナルド・ジャクソン、フィギュアスケート選手
- 1940年 - マイク・ヘイルウッド、レーサー（+ 1981年）
- 1941年 - 上田耕一、俳優、声優
- 1942年 - 田中雄三、医学者、精神科医、元鳴門教育大学学長
- 1942年 - 坂井宏行、シェフ
- 1942年 - レオン・ラッセル、ミュージシャン（+ 2016年）
- 1945年 - 大石久和、官僚
- 1945年 - レジー・スミス、元プロ野球選手
- 1945年 - ドン・サットン、元プロ野球選手（+ 2021年）
- 1945年 - マイク・ケキッチ、元プロ野球選手
- 1945年 - リンダ・ハント 、女優
- 1947年 - 鎌田三平、翻訳家、文芸評論家
- 1947年 - エミルー・ハリス、歌手
- 1947年 - カミール・パーリア、社会学者、社会批評家、作家、フェミニスト
- 1948年 - エミリー・ロッダ、小説家
- 1948年 - 村山明、声優、ナレーター
- 1948年 - 藤田直廣、元レーシングドライバー
- 1949年 - 鷲羽山佳和、元大相撲力士、年寄15代高崎
- 1949年 - 海老原清治、プロゴルファー
- 1949年 - 富田たかし、心理学者
- 1949年 - 田村英一、アナウンサー
- 1949年 - パメラ・リード、女優
- 1949年 - 岡田光雄、元プロ野球選手
- 1950年 - 張芸謀、映画監督、俳優
- 1951年 - 浅茅陽子、女優
- 1951年 - 有澤孝紀、作曲家（+ 2005年）
- 1951年 - 忌野清志郎、ミュージシャン（+ 2009年）
- 1951年 - 岡本綾子、プロゴルファー
- 1952年 - 加藤英美、元プロ野球選手
- 1953年 - 吹石徳一、元プロ野球選手
- 1953年 - ヘクター・クルーズ、元プロ野球選手
- 1954年 - 岸奥裕二、元サッカー選手
- 1955年 - 宮田鈴子、キャスター、実業家
- 1955年 - 青柳文太郎、俳優
- 1955年 - 龍飛雲、武道家（+2007年）
- 1956年 - 加山麗子、女優
- 1956年 - 須藤茂光、元サッカー選手、指導者
- 1957年 - 井上卓也、元プロ野球選手
- 1958年 - 松沢成文、政治家
- 1958年 - 伊藤咲子、歌手
- 1958年 - 有馬晴海、評論家
- 1959年 - 近藤和久、漫画家
- 1959年 - 深雪さなえ、声優
- 1959年 - 伊藤吉和、農家、元官僚、元政治家、元広島県府中市長
- 1959年 - 松本正志、元プロ野球選手
- 1959年 - 市ノ渡三四四、元大相撲力士
- 1959年 - ユハ・カンクネン、ラリードライバー
- 1959年 - ジェリンド・ボルディン、陸上競技選手
- 1960年 - 松山鷹志、声優、歌手、作詞家
- 1960年 - 篠塚正典、グラフィックデザイナー
- 1960年 - いわみせいじ、漫画家
- 1960年 - リンフォード・クリスティ、陸上競技選手
- 1961年 - 山野一、漫画家
- 1961年 - カレン・ウッドワード（英語版）、歌手（バナナラマ）
- 1962年 - 井上貴博、政治家
- 1962年 - 小川博、元プロ野球選手
- 1963年 - 淡谷三治、ミュージシャン（MEN'S 5）
- 1963年 - 入江雅人、俳優
- 1963年 - 鬼頭徐美、ボウリング選手
- 1963年 - 田中浩二、元俳優
- 1963年 - 伊東昭光、元プロ野球選手
- 1963年 - マイク・ガスコイン、レースエンジニア
- 1964年 - 小田勝幸、空手家
- 1964年 - 松澤裕、厚生・環境技官
- 1964年 - ピート・インカビリア、元プロ野球選手
- 1965年 - 瀬川英史、作曲家、編曲家
- 1965年 - 高橋昌志、映画プロデューサー
- 1965年 - 金月真美、声優
- 1966年 - 坂本ちゃん、お笑いタレント（元アルカリ三世）
- 1966年 - 鋤柄昌宏、元サッカー選手、指導者
- 1966年 - 山蔭徳法、元プロ野球選手
- 1966年 - テディ・シェリンガム、元サッカー選手
- 1967年 - 竹内志保、アニメーター、特技監督
- 1968年 - 峠恵子、歌手
- 1968年 - 宇沙美ゆかり、元歌手、女優
- 1968年 - 森絵都、小説家
- 1968年 - 小林貴子、柔道家
- 1969年 - 五十嵐大介、漫画家
- 1969年 - 小川敦史、俳優
- 1969年 - 田久保宗稔、俳優
- 1969年 - 海老名保、スーツアクター
- 1969年 - 飯塚祐紀、将棋棋士
- 1969年 - 堀幸一、元プロ野球選手
- 1970年 - 鮎川義文、元プロ野球選手
- 1970年 - 山川竜司、元プロレスラー
- 1971年 - カンニング竹山[注釈 1]、お笑いタレント（元カンニング）
- 1971年 - 長谷川誠、バスケットボール選手
- 1971年 - Zeebra、ミュージシャン（キングギドラ）
- 1971年 - 影島香代子、フリーアナウンサー
- 1971年 - エジムンド、サッカー選手
- 1971年 - トッド・ウッドブリッジ、テニス選手
- 1972年 - 大塚ちか、元女優
- 1972年 - 御法川修、映画監督
- 1972年 - 安藤正裕、元サッカー選手
- 1972年 - 北川久仁子、パーソナリティ
- 1973年 - 細見和史、元プロ野球選手
- 1973年 - マーク・クルーン、プロ野球選手
- 1973年 - 武藤真一、元サッカー選手、指導者
- 1973年 - 角令子、元アナウンサー
- 1974年 - 西尾まり、女優
- 1974年 - 遠藤雅、俳優
- 1974年 - ジョーナカムラ、モデル、俳優
- 1974年 - 村上ゆみ子、漫画家
- 1975年 - 板垣雅也、漫画家
- 1975年 - 高橋尚成、元プロ野球選手
- 1975年 - ペドロ・パスカル、俳優
- 1976年 - 隆乃若勇紀、タレント、元大相撲力士
- 1976年 - 浪川大輔[7][注釈 2]、声優
- 1976年 - 桃生亜希子、女優
- 1976年 - 山西尊裕、元サッカー選手、指導者
- 1977年 - サシャ・ゲルストナー、ミュージシャン（ハロウィン）
- 1977年 - マイケル・ファスベンダー、俳優
- 1978年 - 森本英樹、お笑い芸人（ニブンノゴ!）
- 1978年 - 金澤篤志、バスケットボール指導者
- 1979年 - ジェシー・カーマイケル 、ミュージシャン（マルーン5）
- 1979年 - 波多野和俊、俳優、声優
- 1979年 - 網秀一郎、 NHKアナウンサー
- 1979年 - グラフィッチ、サッカー選手
- 1980年 - 楠城華子、タレント
- 1980年 - 友井雄亮、俳優
- 1980年 - 酒井良祥、ギタリスト
- 1980年 - 船本孝宏、作曲家
- 1980年 - 白井祐矢、総合格闘家
- 1980年 - カルロス・サルシド、サッカー選手
- 1981年 - 荘智淵、卓球選手
- 1981年 - マルクス・ヴァンハラ、ミュージシャン（インソムニウム）
- 1981年 - ブライアン・バーデン、元プロ野球選手
- 1981年 - コーエン・ジャンセン、ミュージシャン（エピカ）
- 1982年 - 尾上綾華、ファッションモデル
- 1982年 - 構康憲、シンガーソングライター
- 1982年 - 金守智哉、元サッカー選手、指導者
- 1982年 - マルコ・アメリア、サッカー選手
- 1982年 - 中村一生、元プロ野球選手
- 1983年 - 荘田由紀、舞台女優
- 1983年 - 又吉愛、声優
- 1983年 - カルカヤマコト、ミュージシャン
- 1983年 - 坂田篤彦、元野球選手
- 1984年 - 水上剣星、俳優
- 1984年 - 若井尚子、女優
- 1984年 - 今井正人、陸上競技選手
- 1984年 - 西川明、元プロ野球選手
- 1984年 - 鈴木茜、元グラビアアイドル
- 1985年 - 宇乃徹、俳優、ミュージシャン（HIROZ、HIROZ SEVEN+）
- 1985年 - 内田祐介、俳優
- 1985年 - 畑谷明日香、声優
- 1985年 - ゆん、声優
- 1985年 - はんざわかおり、漫画家
- 1985年 - 一柳夢吾、サッカー選手
- 1985年 - 清水秀人、プロボクサー
- 1985年 - 篠藤淳、陸上選手
- 1985年 - ステファン・ランビエール、フィギュアスケート選手
- 1985年 - 吉廣広征、元ラグビー選手、指導者
- 1986年 - イブラヒム・アフェレイ、サッカー選手
- 1986年 - 石井謙伍、元サッカー選手
- 1987年 - 豊満貴之、サッカー選手
- 1987年 - あべけん太、タレント
- 1987年 - 汐田海平、映画プロデューサー、ディレクター、起業家
- 1987年 - 辻井美香、元モデル、元レースクイーン
- 1987年 - 寺田哲也、元プロ野球選手
- 1988年 - 佐河ゆい、ファッションモデル、女優
- 1989年 - 水谷直人、プロボクサー
- 1989年 - 三浦雄也、元プロサッカー選手
- 1990年 - 石田法嗣、タレント
- 1990年 - 鈴木健人、俳優
- 1990年 - 山脇千文美、プロ雀士
- 1990年 - 君山舞夕奈、バスケットボール選手
- 1990年 - 山田哲也、総合格闘家
- 1990年 - イリマ＝レイ・マクファーレン、総合格闘家
- 1990年 - 三橋李奈（英語版）[8]、バイアスロン選手
- 1990年 - エフゲニア・カナエワ、新体操選手
- 1990年 - ミラレム・ピャニッチ、サッカー選手
- 1991年 - 松波優輝、俳優
- 1991年 - 中山優貴、俳優
- 1991年 - 矢田旭、サッカー選手
- 1991年 - 中村亘佑、元プロ野球選手
- 1991年 - 琴勇輝一巖、元大相撲力士、年寄18代荒磯
- 1991年 - シボーン・マッコール、フィギュアスケート選手
- 1992年 - 立花綾香、シンガーソングライター
- 1992年 - 本川紗奈生、バスケットボール選手
- 1992年 - 田中英祐、元プロ野球選手
- 1992年 - ウィルマー・ディフォ、プロ野球選手
- 1992年 - 矢萩春菜、アイドル（美少女クラブ31）
- 1992年 - 北村まりこ、タレント
- 1993年 - 森輝弥、俳優、タレント
- 1993年 - 広瀬ゆうき、女優、声優、歌手、アイドル（元A応P）
- 1993年 - 犬塚志乃、タレント
- 1993年 - 瀬戸麻沙美、声優
- 1993年 - 嘉大雅、琉球放送アナウンサー
- 1993年 - 石内裕貴、柔道家
- 1993年 - ラファエル・ポロ、プロ野球選手
- 1993年 - 伊藤拓郎、元プロ野球選手
- 1994年 - 宮崎由加、歌手（元Juice=Juice）
- 1994年 - 吉川千愛、芸能マネージャー、元アイドル
- 1995年 - 沖津海友、元俳優
- 1996年 - 儀保幸英、サッカー選手
- 1996年 - 正隨優弥、元プロ野球選手
- 1996年 - 高良光莉、元タレント
- 1996年 - ブランドン・ビーラック　プロ野球選手
- 1996年 - ポリーナ・アガフォノワ、フィギュアスケート選手
- 1997年 - 桜井日奈子、モデル、女優
- 1997年 - 中村嶺亜、タレント（ジュニア、7 MEN 侍）
- 1997年 - 高橋智香、競輪選手
- 1997年 - オースティン・ライリー プロ野球選手
- 1997年 - 澤田明菜、元アイドル（Ange☆Reve）
- 1997年 - 姫野優也、元プロ野球選手
- 1998年 - 島袋、YouTuber（エスポワール・トライブ）
- 1998年 - 下野由貴、アイドル（元HKT48）
- 1998年 - 堀田真由、女優
- 1998年 - 夢屋まさる、元お笑いタレント
- 2000年 - 熊谷彩春、女優
- 2000年 - 土居豪人、プロ野球選手
- 2000年 - 石井快征、サッカー選手
- 2000年 - ロドリゴ・リケルメ 、サッカー選手
- 2001年 - 伊藤海斗、元プロ野球選手
- 2001年 - 南羽諒、アイドル（元NMB48）
- 2002年 - 小原唯和、俳優
- 2002年 - 夢、元プロレスラー

- 2003年 - 小浜桃奈、ファッションモデル、タレント（Shibu3 project）
- 2004年 - 永田詩央里、アイドル（≠ME）
- 2004年 - 本城珠莉亜、元アイドル（元ラストアイドル）
- 2004年 - 本間菜穂、女優、アイドル（元FAVO♡、元ミラクルキャンディーベリー、元いちごみるく色に染まりたい。、元LOVE CCiNO）
- 2004年 - 小川桜花、女優、歌手、パフォーマー（Girls²）
- 2004年 - 吉岡千波、女優
- 2005年 - 橋本陸斗、サッカー選手
- 2005年 - 原田都愛[9]、女優、歌手、パフォーマー（Girls2）
- 2006年 - 渡邉伶音、バスケットボール選手
- 生年不詳 - 茉城奈那[10]、アイドル（手羽先センセーション）
- 生年不詳 - 岸倫仔、バイオリニスト
- 生年不詳 - 秋葉佑、声優
- 生年不詳 - 坂東孝一、声優
- 生年不詳 - アントンシク、漫画家
- 生年不詳 - 花芽なずな、VTuber
- 生年不詳 - 花芽すみれ、VTuber

### 人物以外（動物など）
- 1938年 - セントライト、競走馬、三冠馬（+ 1965年）
- 1947年 - ウイザート、競走馬（+ 不明）
- 1956年 - インテンショナリー、競走馬（+ 1970年）
- 1961年 - シンザン、競走馬、三冠馬（+ 1996年）
- 1975年 - グレートタイタン、競走馬（+ 1981年）
- 1985年 - カヤージ、競走馬（+ 2008年）
- 1987年 - ホワイトストーン、競走馬（+ 1998年）
- 1993年 - ダイワテキサス、競走馬（+ 2021年）
- 1996年 - マチカネキンノホシ、競走馬
- 1998年 - サイドワインダー、競走馬
- 1999年 - タムロチェリー、競走馬（+ 2007年）
- 1999年 - メガスターダム、競走馬
- 2000年 - オースミハルカ、競走馬
- 2005年 - ウーヴェルドーズ、競走馬（+ 2015年）
- 2015年 - ブラストワンピース、競走馬

## 忌日

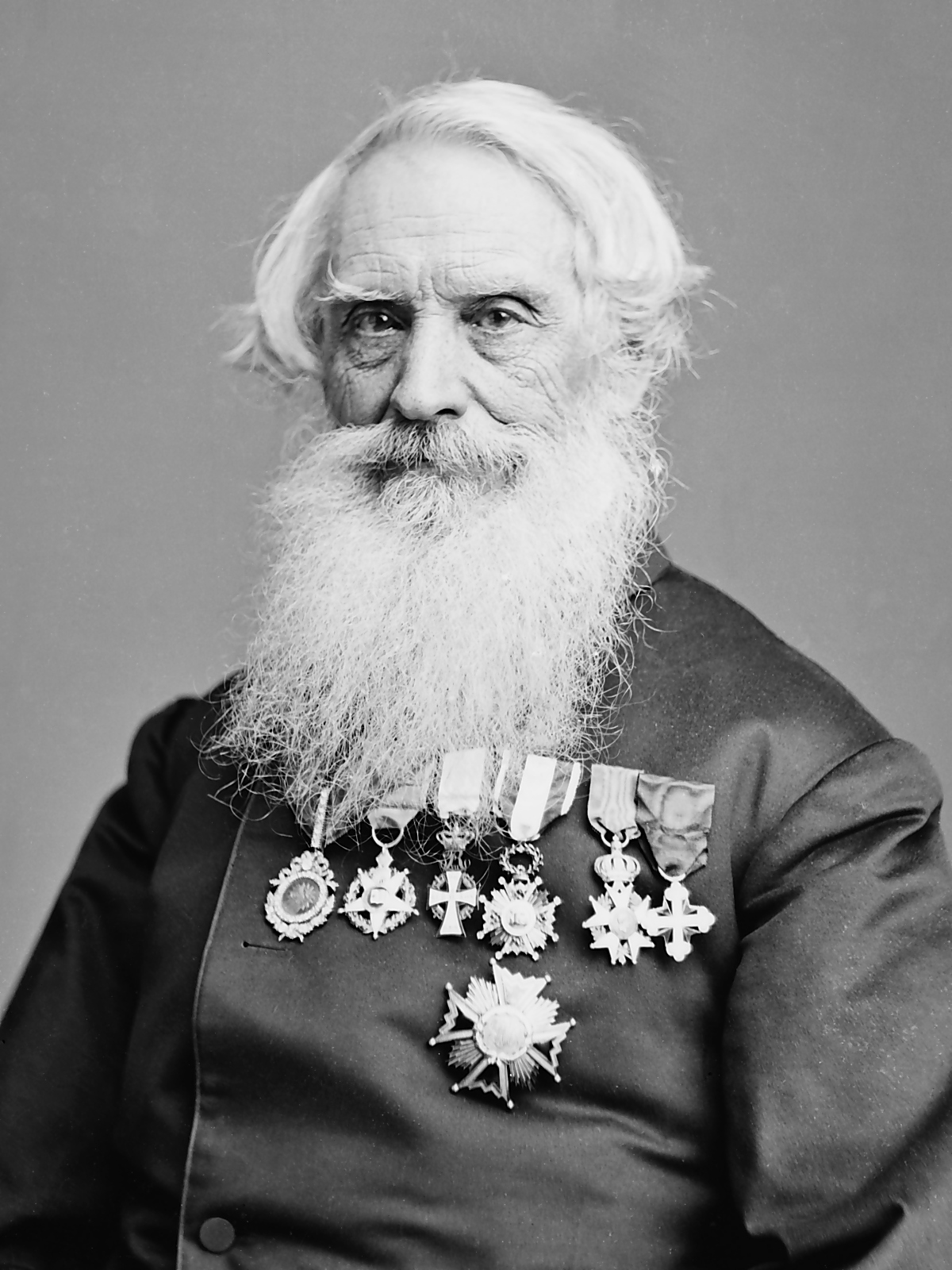
モールス符号の発明者サミュエル・モールス(1791-1872)没。

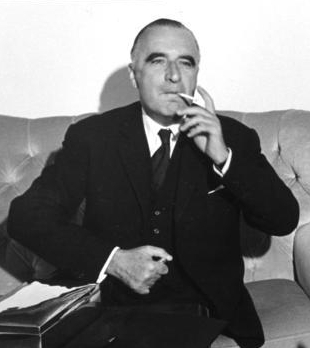
ジョルジュ・ポンピドゥ(1911-1974)、フランス大統領在任中に白血病で没す。

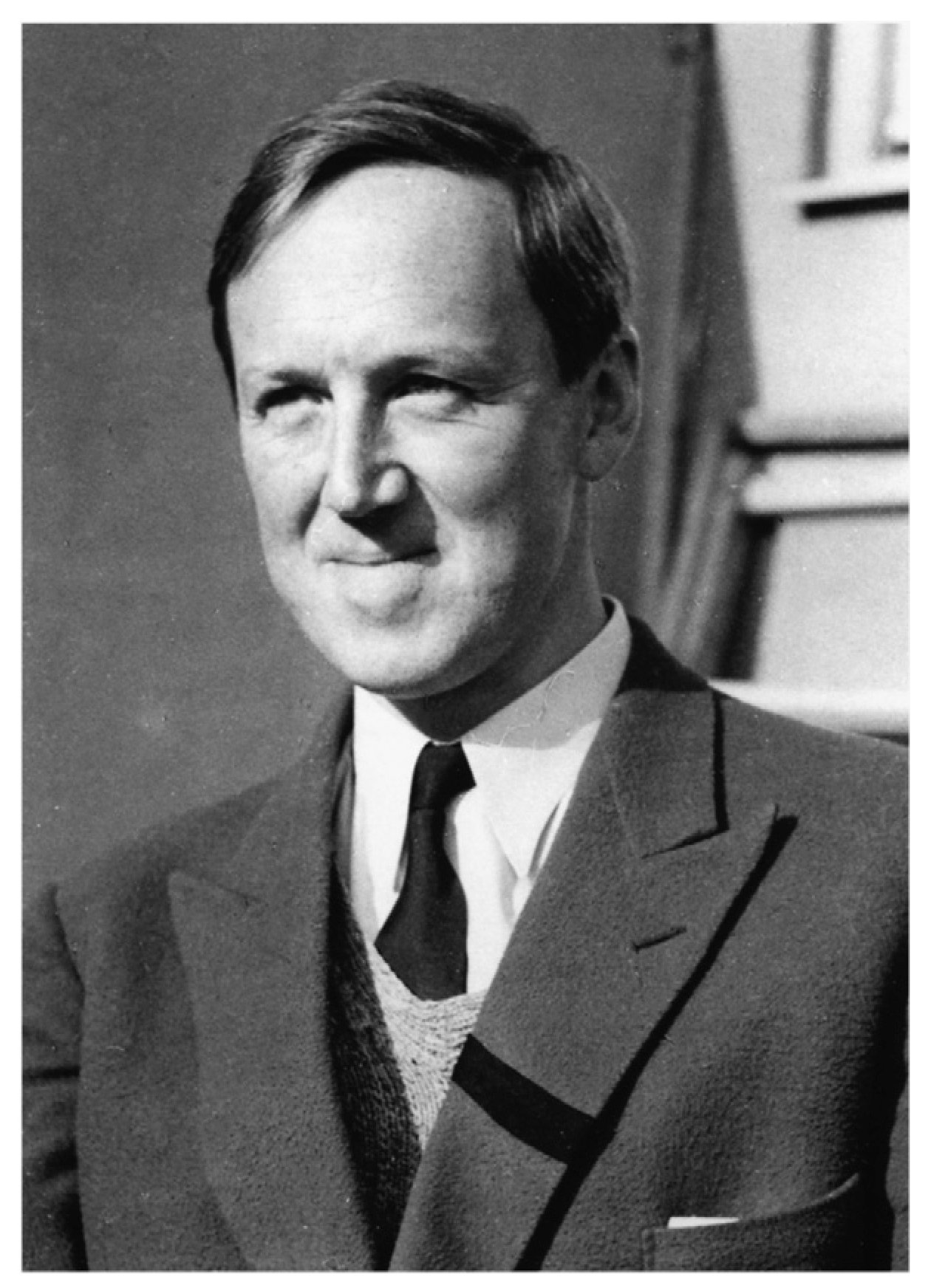
磁気流体力学の基礎を築いた物理学者ハンス・アルヴェーン(1908-1995)没。

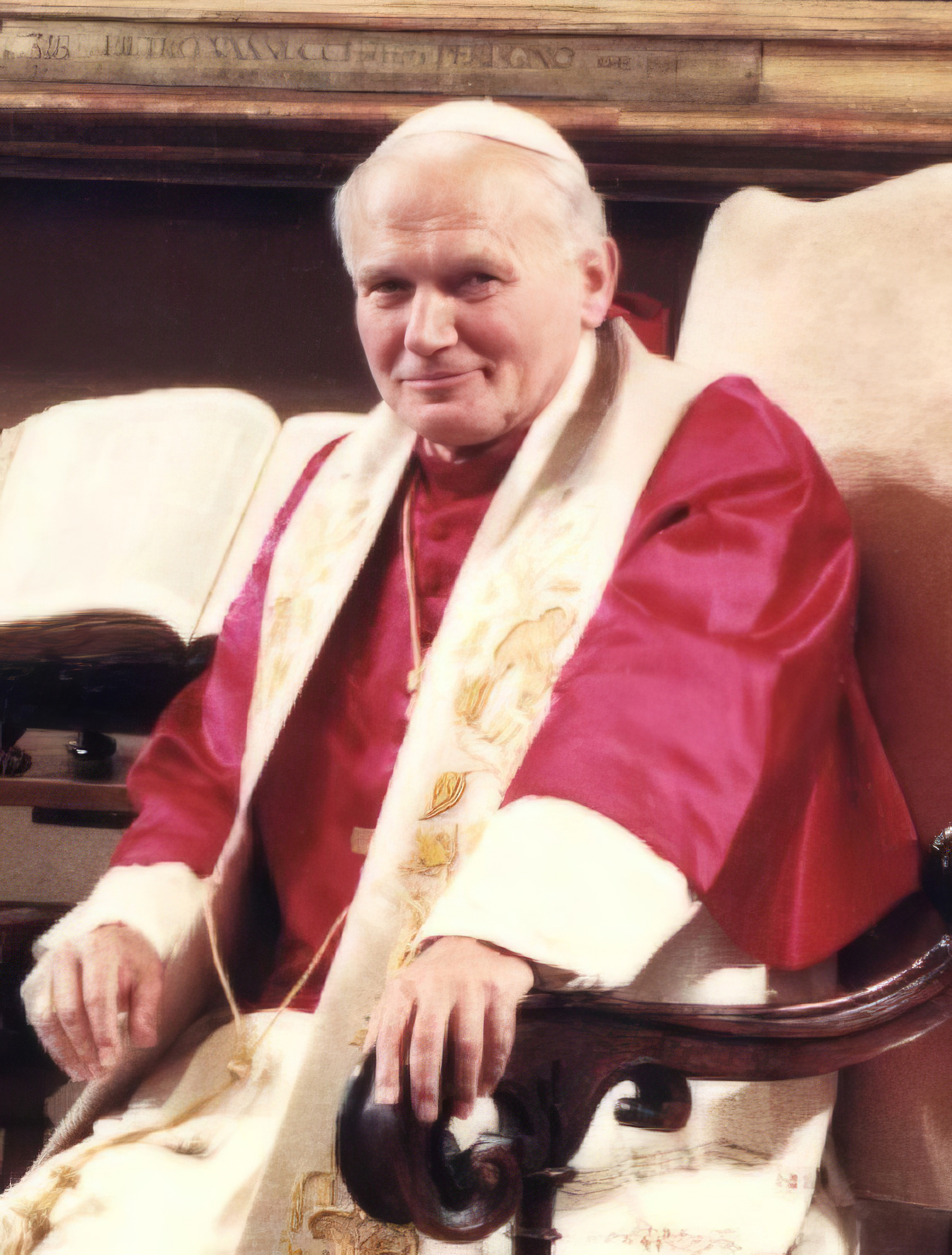
第264代ローマ教皇ヨハネ・パウロ2世(1920-2005)没。

### 人物
- 1118年 - ボードゥアン1世、エルサレム王
- 1272年 - リチャード、コーンウォール伯（* 1209年）
- 1335年 - ハインリヒ6世、ボヘミア王（* 1265年頃）
- 1416年 - フェルナンド1世、アラゴン・シチリア王（* 1380年）
- 1502年 - アーサー・テューダー、ウェールズ公（* 1486年）
- 1511年 - ベルンハルト7世、王族、リッペ領主（* 1428年）
- 1639年（寛永16年2月29日） - 大久保忠教（大久保彦左衛門）、戦国武将、旗本（* 1560年）
- 1657年 - フェルディナント3世、神聖ローマ皇帝（* 1608年）
- 1739年 - ジョセフ・ファン・ブレダール（英語版）、画家（* 1688年）
- 1742年（寛保2年2月27日） - 市川團十郎 (3代目)、歌舞伎役者（* 1721年）
- 1791年 - オノーレ・ミラボー、フランス革命指導者（* 1749年）
- 1796年 - ウルリカ・パシュ、画家（* 1735年）
- 1855年 - ジョージ・ベラス・グリノー、地理学者・地質学者（* 1778年）
- 1869年 - ヘルマン・フォン・マイヤー、古生物学者（* 1801年）
- 1872年 - サミュエル・モールス、画家、発明家（* 1791年）
- 1874年 - 初代桂文枝、落語家（* 1819年）
- 1877年 - 古川正雄、教育者（* 1837年）
- 1887年 - 中島登、新選組隊士（* 1838年）
- 1891年 - アルバート・パイク、弁護士（* 1809年）
- 1891年 - 矢代操、民法学者、明治法律学校（のちの明治大学）創立者の1人（* 1852年）
- 1912年 - 石本新六、軍人（* 1854年）
- 1914年 - パウル・フォン・ハイゼ、作家（* 1830年）
- 1921年 - 花房直三郎、統計学者、内閣官僚（* 1857年）
- 1922年 - ヘルマン・ロールシャッハ、精神病理学者（* 1884年）
- 1928年 - セオドア・リチャーズ、物理化学者（* 1868年）
- 1929年 - 松井千枝子、女優（* 1899年）
- 1921年 - 花房直三郎、統計学者（* 1857年）
- 1931年 - 浅川巧、陶芸、工芸評論家（* 1891年）
- 1937年 - ナータン・ビルンバウム、シオニズム指導者、思想家（* 1864年）
- 1937年 - 十一谷義三郎、小説家、翻訳家（* 1897年）
- 1943年 - エミール・ジュゲ（フランス語版）、工学者、CJ理論提唱者（* 1871年）
- 1946年 - 大島伯鶴（2代目）、講談師（* 1879年）
- 1949年 - 森山松之助、建築家（* 1869年）
- 1949年 - カルロ・ガレッティ、自転車競技選手（* 1882年）
- 1950年 - ジャン＝ジョルジュ・オリオール、脚本家、映画プロデューサー・評論家（* 1907年）
- 1951年 - シモン・バレル、ピアニスト（* 1896年）
- 1952年 - ベルナール・リヨ、天文学者（* 1897年）
- 1953年 - アブラハム・レイゼン、イディッシュ語作家（* 1876年）
- 1953年 - フーゴ・シュペルレ、ドイツ空軍元帥（* 1885年）
- 1954年 - モード・バーガー＝ウォラック、テニス選手（* 1870年）
- 1954年 - ホイト・ヴァンデンバーグ、第2代アメリカ中央情報局長官（* 1899年）
- 1956年 - 高村光太郎、芸術家、詩人（* 1883年）
- 1958年 - 戸田城聖、創価学会創設者（* 1900年）
- 1966年 - セシル・スコット・フォレスター、小説家（* 1899年）
- 1968年 - 小林吉之助、政治家、元代八王子市長（* 1881年）
- 1972年 - フランツ・ハルダー、ドイツ陸軍総司令部参謀総長（* 1884年）
- 1972年 - ギル・ホッジス、プロ野球選手（* 1924年）
- 1973年 - ヤッシャ・ホーレンシュタイン、指揮者（* 1898年）
- 1974年 - ジョルジュ・ポンピドゥ、フランス第五共和政第2代フランス大統領（* 1911年）
- 1975年 - 鈴木謙三[11]、鈴木謙三商店（現スズケン）創業者（* 1906年）
- 1975年 - 董必武、中華人民共和国主席代理（* 1886年）
- 1979年 - エーリッヒ・ラーデマッハー、水泳選手（* 1901年）
- 1981年 - 仁戸田六三郎[12]、宗教哲学者、早稲田大学名誉教授（* 1907年）
- 1983年 - 高垣眸、作家（* 1898年）
- 1983年 - 張大千、画家（* 1899年）
- 1984年 - 園田直、政治家（* 1913年）
- 1985年 - 高橋信次、医学者（* 1912年）
- 1986年 - 高倉輝、劇作家、小説家、政治家（* 1891年）
- 1987年 - 中垣國男、政治家（* 1911年）
- 1987年 - 山本悍右、詩人、写真家（* 1914年）
- 1987年 - バディ・リッチ、ジャズドラマー（* 1917年）
- 1988年 - 菅原明朗、作曲家、啓蒙家（* 1897年）
- 1989年 - 田中一、政治家（* 1904年）
- 1991年 - 越後正一、実業家（* 1901年）
- 1992年 - 若山富三郎、映画俳優（* 1929年）
- 1993年 - 若槻哲雄、物理学者、第10代大阪大学総長（* 1913年）
- 1994年 - 西山夘三、建築学者（* 1911年）
- 1995年 - 網島毅、通信技術者（* 1905年）
- 1995年 - ハンス・アルヴェーン、物理学者（* 1908年）
- 1997年 - 香川綾、医学博士、女子栄養大学創立者（* 1899年）
- 1997年 - 田中友幸、映画プロデューサー、元東宝映画会長（* 1910年）
- 1998年 - 小堀杏奴、随筆家（* 1909年）
- 1999年 - 加藤新平、法学者（* 1912年）
- 1999年 - 矢島輝夫、小説家（* 1939年）
- 1999年 - 祝一平、テクニカルライター、コラムニスト（* 生年不詳）
- 2000年 - トンマーゾ・ブシェッタ、元マフィア（* 1928年）
- 2001年 - 暉峻康隆、国文学者、早稲田大学名誉教授（* 1908年）
- 2001年 - 岡倉古志郎、国際政治学者、経済学者（* 1912年）
- 2002年 - ジョン・R・ピアース、工学者、作家（* 1910年）
- 2002年 - 本山亨、弁護士、最高裁判所判事（* 1912年）
- 2002年 - ジャック・クルーシェン、俳優（* 1922年）
- 2002年 - ヘンリー・スレッサー、小説家（* 1927年）
- 2003年 - 村田敬次郎、政治家、第44代自治大臣、第44代通商産業大臣（* 1924年）
- 2003年 - エドウィン・スター、ソウルミュージックシンガー（* 1942年）
- 2004年 - 竹本貴志、騎手（* 1983年）
- 2005年 - 浦口鉄男、政治家（* 1906年）
- 2005年 - 渡辺孟次、経営者（* 1913年）
- 2005年 - ヨハネ・パウロ2世、第264代ローマ教皇（* 1920年）
- 2007年 - ヘンリー・リー・ギクラス、天文学者（* 1910年）
- 2007年 - 今泉吉典、動物学者、国立科学博物館名誉館員（* 1914年）
- 2008年 - 石井桃子、児童文学作家（* 1907年）
- 2009年 - バド・シャンク、アルトサクソフォーン奏者、フルート奏者（* 1926年）
- 2010年 - 山内鉄也、映画監督（* 1934年）
- 2010年 - マイク・クェイヤー、元プロ野球選手（* 1937年）
- 2010年 - クリス・キャニオン、プロレスラー（* 1970年)
- 2011年 - 小山一平、政治家、元長野県上田市長（* 1914年）
- 2012年 - 瀧正男、アマチュア野球指導者、中京大学名誉教授（* 1921年）
- 2013年 - マリーア・レダエッリ＝グラノーリ、スーパーセンテナリアン（* 1899年）
- 2013年 - ロバート・ウォード、作曲家（* 1917年）
- 2013年 - ジェス・フランコ、映画監督（* 1930年）
- 2013年 - 平田英之、元プロ野球選手（* 1954年）
- 2014年 - 竹内謙、政治家、ジャーナリスト、元神奈川県鎌倉市長（* 1940年）
- 2015年 - マノエル・ド・オリヴェイラ、映画監督（* 1908年）
- 2015年 - 樋口隆康、考古学者、京都大学名誉教授（* 1919年）
- 2015年 - 谷口義久、政治家、元京都府亀岡市長（* 1927年）
- 2015年 - 増田貴光、映画評論家、司会者、実業家（* 1941年）
- 2015年 - 西村俊二、元プロ野球選手（* 1947年）
- 2016年 - ガトー・バルビエリ、ジャズサックス奏者（* 1932年）
- 2018年 - モリス・ハレ、言語学者（* 1923年）
- 2018年 - 長岡實、官僚、元大蔵事務次官、日本たばこ産業初代社長（* 1924年）
- 2018年 - 内田稔、俳優（* 1927年）
- 2018年 - 金両基、演劇学者、評論家、元静岡県立大学教授（* 1933年）
- 2018年 - ウィニー・マンデラ、女性活動家、政治家（* 1936年）
- 2018年 - 金賛汀、ノンフィクション作家（* 1937年）
- 2018年 - スーザン・アンスパッチ、女優（* 1942年）
- 2018年 - 柴尾英令、ゲームクリエーター、作家（* 1962年）
- 2019年 - 笹哲三、実業家、元興亜火災海上保険（現損害保険ジャパン日本興亜）社長（* 1923年）
- 2019年 - 鼓直、ラテンアメリカ文学者、翻訳家、法政大学名誉教授（* 1930年）
- 2020年 - 山田敬蔵、マラソン選手（* 1927年）
- 2020年 - セルジオ・ロッシ、靴デザイナー、Sergio Rossi創業者（* 1935年）
- 2020年 - 伊地智啓、映画プロデューサー（* 1936年）
- 2020年 - 森田次夫、政治家（* 1937年）
- 2020年 - 井手明彦、実業家、元三菱マテリアル社長（* 1941年）
- 2020年 - グレゴリオ・ベニト、サッカー選手（* 1946年）
- 2021年 - 阿部政康、政治家、元北海道伊達市長（* 1930年）
- 2021年 - アーサー・コピット、劇作家（* 1937年）
- 2021年 - 三井辨雄、薬剤師、実業家、政治家、第15代厚生労働大臣（* 1942年）
- 2021年 - 中鉢優香[13]、ベーシスト、空手家（* 1983年）
- 2022年 - エステル・ハリス、女優、コメディアン（* 1928年）
- 2022年 - レオネル・サンチェス、サッカー選手、指導者（* 1936年）
- 2022年 - 奥田耕己[14]、実業家、トランスコスモス創業者（* 1937年）
- 2022年 - マンタス・クヴェダラヴィチュス、ドキュメンタリー映画監督（* 1976年）
- 2023年 - 川田文子、ノンフィクション作家（* 1943年）
- 2023年 - ブッチ・ミラー、プロレスラー、WWE殿堂（* 1944年）
- 2023年 - ウラドレン・タタルスキー、軍事ブロガー（* 1982年）
- 2024年 - フアン・ビセンテ・ペレス・モラ、スーパーセンテナリアン（* 1909年）
- 2024年 - 飯田勧[15]、実業家、オーケー創業者（* 1928年）
- 2024年 - ジョン・バース、作家（* 1930年）
- 2024年 - ラリー・ルキーノ、弁護士、元ボストン・レッドソックスCEO（* 1945年）
- 2024年 - クリストファー・デュラング、劇作家（* 1949年）
- 2024年 - 横内正昭[16]、実業家、ワニブックス社長（* 1951年）
- 2025年 - 原勝洋、戦史研究家（* 1942年）

### 人物以外（動物など）
- 1908年 - セントサイモン、競走馬、種牡馬（* 1881年）

## 記念日・年中行事
- 国際子どもの本の日（ 世界）
アンデルセンの誕生日にちなみ、国際児童図書評議会 (IBBY) が1967年に制定[17]。
- 世界自閉症啓発デー（ 世界）
2007年12月の国連総会で制定された国際デー。
- マルビナスの日（英語版）（ アルゼンチン）
1982年のこの日、アルゼンチン軍が英領フォークランド諸島（マルビナス諸島）を占領し、フォークランド紛争が始まったことに由来。
- シャンプーの日（ 日本）
「シャン(4)プー(2)」の語呂合わせ。髪と毛髪のことを考え、良いシャンプーをしてもらう大切さを理解してもらうことを目的に、2020年にリーブ21が制定[18]。
- CO2削減の日（ 日本）
CO2の削減に取り組もうと、静岡県浜松市の富士金属興業株式会社が2008年に制定。自動車修理に、中古品やリビルドパーツを使用してCO2の排出削減をすることが目的。日付は4月2日（402）を「シーオーツー」と読む語呂合わせから。
- 歯列矯正の日（ 日本）
2001年に、 歯列矯正に関する業務を手がけるOCA Japan株式会社が制定。日付は「し(4)れ(0)つ(2)」の語呂合わせ。
- 連翹忌（光太郎忌）
高村光太郎の忌日。高村光太郎が、アトリエの庭に咲く連翹の花を好んでいたことから連翹忌と呼ばれる。
- 週刊誌の日（ 日本）
1922年のこの日に、日本初の新聞社が発刊した週刊誌である『週刊朝日』と『サンデー毎日』が創刊されたことにちなむ。
- 図書館開設記念日（ 日本）
明治5年旧暦4月2日（新暦1872年5月8日）に、東京・湯島に日本初の官立公共図書館・東京書籍館が開設されたことに由来。
- 日光山輪王寺「強飯式」（ 日本）
栃木県の日光山輪王寺にだけ伝わる儀式で、始まりは奈良時代、勝道上人の日光開山に遡る。「三天合行供・採灯大護摩供」、「強飯頂戴の儀」、「がらまき」の3部構成で、別名「日光責め」とも呼ばれる。修験者の姿をした強飯僧が、裃姿の頂戴人に三升もの山盛り飯を差し出し「喰え喰え」と強要する「強飯頂戴の儀」がよく知られており、この儀式を頂戴すれば七難即滅・七福即生、運が開けるといわれている[19][20]。